# Éva Kóczián
Éva Kóczián, (som gift Kóczián-Földy) född 25 augusti 1936, i Budapest, är en ungersk före detta bordtennisspelare och världsmästare i mixed dubbel, och europamästare i singel, dubbel och lag. 
Kóczián spelade sitt första bordtennis-VM 1953 och sitt sista 1967, 15 år senare. Hon deltog även i 5 bordtennis-EM mellan 1958 och 1968.
Under sin karriär tog hon 12 medaljer i bordtennis-VM, 1 guld, 2 silver och 9 brons. I bordtennis-EM gick det bättre och hon där vann hon 6 guld, 3 silver och 2 brons.
1960 gifte hon sig med László Földi som hon kom trea med i mixed dubbel i VM 1953. Tillsammans har de två döttrar: Carolin  och Evelyn.

## Meriter
- Bordtennis VM
  - 1953 i Bukarest
    - kvartsfinal dubbel
    - 3:e plats mixed dubbel (med László Földi)
    - 3:e plats med det ungerska laget

  - 1954 i London
    - 3:e plats singel
    - 2:a plats med det ungerska laget

  - 1955 i Utrecht
    - 3:e plats singel
    - kvartsfinal dubbel
    - 1:a plats mixed dubbel (med Kálmán Szepesi)
    - 4:e plats med det ungerska laget

  - 1957 i Stockholm
    - kvartsfinal singel
    - 4:e plats med det ungerska laget

  - 1959 i Dortmund
    - 3:e plats singel
    - 4:e plats med det ungerska laget

  - 1961 i Peking
    - 2:a plats singel
    - kvartsfinal dubbel
    - 4:e plats med det ungerska laget

  - 1963 i Prag
    - kvartsfinal dubbel
    - 2:a plats mixed dubbel (med Janos Fahazi)
    - 3:e plats med det ungerska laget

  - 1965 i Ljubljana
    - 5:e plats med det ungerska laget

  - 1967 i Stockholm
    - 2:a plats dubbel med (Erzsebet Jurik-Heirits)
    - 3:e plats med det ungerska laget

- Bordtennis EM
  - 1958 i Budapest
    - 1:a plats singel
    - 2:a plats dubbel (med Lívia Mossóczy)
    - 2:a plats mixed dubbel (med Ferenc Sidó)

  - 1960 i Zagreb
    - 1:a plats singel
    - 2:a plats dubbel (med Sarolta Lukacs-Mathe)
    - kvartsfinal mixed dubbel
    - 1:a plats med det ungerska laget

  - 1964 i Malmö
    - 1:a plats singel
    - 2:a plats med det ungerska laget

  - 1966 i London
    - 3:e plats singel
    - 1:a plats dubbel (med Erzsebet Jurik-Heirits)
    - kvartsfinal mixed dubbel
    - 1:a plats med det ungerska laget

  - 1968 i Lyon
    - kvartsfinal dubbel

- Ungerska mästerskapen - guldmedaljer 
  - Singel: 1955, 1958, 1959, 1961, 1963, 1967
  - Dubbel: 1957, 1959, 1961, 1963, 1964, 1965
  - Mixed dubbel: 1954, 1955, 1958, 1959, 1960, 1961, 1962, 1963, 1968